# MTV Day 2000
L'MTV Day 2000 si è tenuto a Bologna, dall'Arena Parco Nord il 15 settembre 2000. L'intera manifestazione è stata trasmessa in diretta da MTV a partire dalle 16:00 fino alla fine della giornata.

## L'evento
Anche questa edizione si è svolta dall'Arena Parco Nord di Bologna, ma da quest'anno viene anche affiancata alla festa de L'Unità, acquisendone tutti i vantaggi logistici e pratici. Nonostante le edizioni dei vari MTV Day siano sempre stati caratterizzati da un'atmosfera festosa e da un pubblico rispettoso, in questa l'esibizione dei Lùnapop è stata caratterizzata da fischi e lanci di oggetti sul palco, che tuttavia non hanno causato incidenti alla band.

## Artisti
- 99 Posse
- Africa Unite
- Articolo 31
- Bluvertigo
- Carmen Consoli
- Elisa
- Luciano Ligabue
- Lùnapop
- Max Gazzè